# Houornis
Houornis is een geslacht van uitgestorven vogels uit het Vroeg-Krijt van het huidige China, behorend tot de Enantiornithes.

## Vondst en naamgeving
In 1997 benoemde Hou Lianhai een nieuwe soort van Cathayornis: Cathayornis caudatus, gebaseerd op holotype IVPP V10917, een skelet met schedel in de herfst van 1993 door Zhou Zhonghe verzameld in de groeven van Beishan, nabij Boluochi, in een laag van de Jiufotangformatie die dateert uit het Aptien-Albien. Het skelet bestaat grotendeels uit afdrukken. Hou wees een tweede specimen aan de soort toe: IVPP V10533 betaande uit het achterdeel van een skelet, ongeveer ven groot als het holotype. De soort werd als afwijkend beschouwd omdat hij een lange benige staart zou hebben, waarop ook de soortaanduiding caudatus, 'voorzien van een staart', op duidt. Later bleek dit een verschoven deel van het bekken te zijn. C. caudatus werd meestal als een jonger synoniem van Cathayornis yandica beschouwd.
In 2015 echter benoemden Wang Min en Liu Di het aparte geslacht Houornis nadat ze door de afdrukken als mal te gebruiken via een afgietsel meer kenmerken hadden kunnen vaststellen. De geslachtsnaam eert Hou Lianhai en verbindt zijn naam met een Oudgrieks ὄρνις, ornis, 'vogel'. De typesoort van het geslacht is Cathayornis caudatus. De combinatio nova is Houornis caudatus. De toewijzing van IVPP V10533 werd bevestigd.

## Beschrijving
Houornis is een kleine vogel, ongeveer ter grootte van een mus. Wang & Liu gaven een herziene lijst van onderscheidende kenmerken. Die vormden een unieke combinatie van op zich niet unieke eigenschappen. Het borstbeen heeft een voorste uitsteeksel en een holle zijrand. Het borstbeen heeft een zijdelings uitsteeksel met een waaiervormige verbreding aan de punt. Bij het darmbeen is het aanhangsel voor het schaambeen welgevormd en bijna even lang als het aanhangsel voor het zitbeen. Het aanhangsel voor het schaambeen is sterk naar achteren gericht. Het achterblad van het darmbeen is zwak naar beneden gebogen. Het pygostyle, het vergroeide staartuiteinde, is langer dan de middenvoet. De trog van het onderste rolgewricht van het vierde middenvoetsbeen heeft minder dan de helft van de breedte van de trog bij het derde middenvoetsbeen. De onderkanten van het tweede en derde middenvoetsbeen zijn naar binnen gebogen, dus richting lichaam.

## Classificatie
Cathayornis caudatus werd zo genoemd vanwege zijn veronderstelde lange benige staart zonder pygostyle, en werd verder gekenmerkt door zijn kleine omvang (het opperarmbeen is minder dan dertig millimeter lang). In een artikel uit 2010 onderzochten O'Connor en Dyke het exemplaar opnieuw en toonden ze aan dat het in feite slechts iets kleiner is dan het type-exemplaar van Cathayornis yandica, en dat een normale enantiornithe staart met een pygostyle duidelijk zichtbaar is in een van de fossiele platen, waarbij delen van het bekken werden aangezien voor niet-vergroeide staartwervels. O'Connor en Dyke beschouwden Cathayornis caudatus daarom als een nomen dubium. Wang en Liu stelden echter in 2015 in een herbeoordeling van vermeende Cathayornithiden vast dat Cathayornis caudatus kon worden onderscheiden van Cathayornis, maar konden de verwantschap met andere leden van Enantiornithes niet bepalen met behulp van een fylogenetische analyse. Ze plaatsten Houornis in 2015 als incertae sedis (zonder nadere bepaling van een familie), in de Enantiornithes.